# Музей Отто Хеслера
Музей Отто Хеслера — музей в Целле (Нижняя Саксония), посвященный жизни и творчеству одного из пионеров модернизма в жилищном строительстве архитектора Отто Хеслера, работавшего в этом городе с 1906 по 1933 г..

## Описание
В 1999 году городской совет Целле учредил фонд Отто Хеслера. Целью фонда является исследование и пропаганда творчества архитектора. С 2001 года фонд открыл музей Отто Хеслера в бывшем коммунальном блоке (прачечная, баня и котельная) построенного Хеслером поселка Blumläger Feld (1930—1931). В музее представлены фотографии работ Отто Хеслера. Центр музея — бывшая прачечная, где на своих местах до сих пор стоят оригинальные ванны для стирки, а в углу — стиральная машина 1930-х годов, в которой вода нагревалась дровяным камином. Музей включает в себя квартиру в соседнем квартале, с обстановкой и мебелью 1930-х годов, которая была сохранены в своем первоначальном виде во время реконструкции поселения в 2000-х годах. Также в экспозиции представлена обстановка и мебель семьи беженцев второй половины 1940-х годов, и квартира рабочей семьи со всей обстановкой 1950-х годов. В 2018—2019 гг. была проведена реконструкция и расширение экспозиции музея. Музей проводит экскурсии по архитектурному наследию Хеслера в Целле: поселение Итальянский сад, поселение Сад Святого Георгия, «Стеклянная» школа, группа жилых домов Ваак и другие сохранившиеся здания.